# Carea ferriviridis
Carea ferriviridis är en fjärilsart som beskrevs av Holloway 1976. Carea ferriviridis ingår i släktet Carea och familjen trågspinnare. Inga underarter finns listade i Catalogue of Life.